# I can hear it

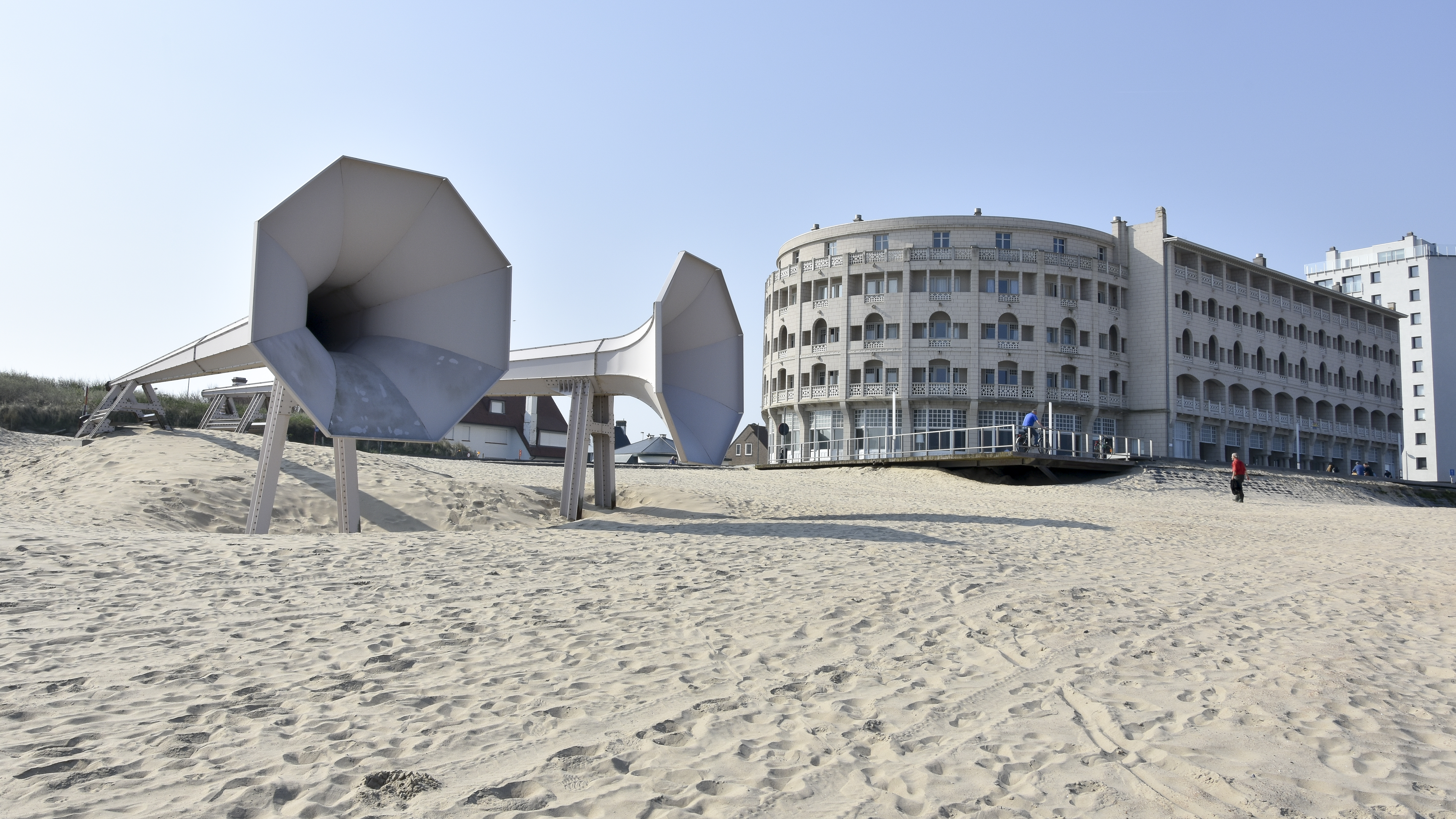
I can hear it met het Grand Hôtel Bellevue

I can hear it (Nederlands: Ik kan het horen) is een kunstwerk in de Belgische badplaats Westende. Het is een werk van de Letse kunstenaar Ivars Drulle uit 2012.
Twee hoorns, als van oude grammofoons, luisteren naar de zee. Een vrouw legt haar oor te luisteren aan een ervan terwijl ze plaats laat voor iemand die via de andere hoorn naar de zee mee wil luisteren. De uitvoering van het kunstwerk leunt aan bij de art-nouveaustijl van het vlakbijgelegen Grand Hôtel Bellevue en de tijd toen de kust nog een prestigieuze recreatiezone was.
Het werk kan ook verwijzen naar de jaren dertig van de 20e eeuw, toen men, vóór de uitvinding van de radartechnologie via grote hoorns het geluid van naderende vliegtuigen probeerde op te vangen.
De productie van de dertien meter lange metalen hoorns was in handen van machinebouwbedrijf SMO in Eeklo.
De gemeente Middelkerke kocht het aan in het kader van het Beaufort04, de vierde aflevering van de triënnale Beaufort - kunst langs de Belgische kust.

## Galerij

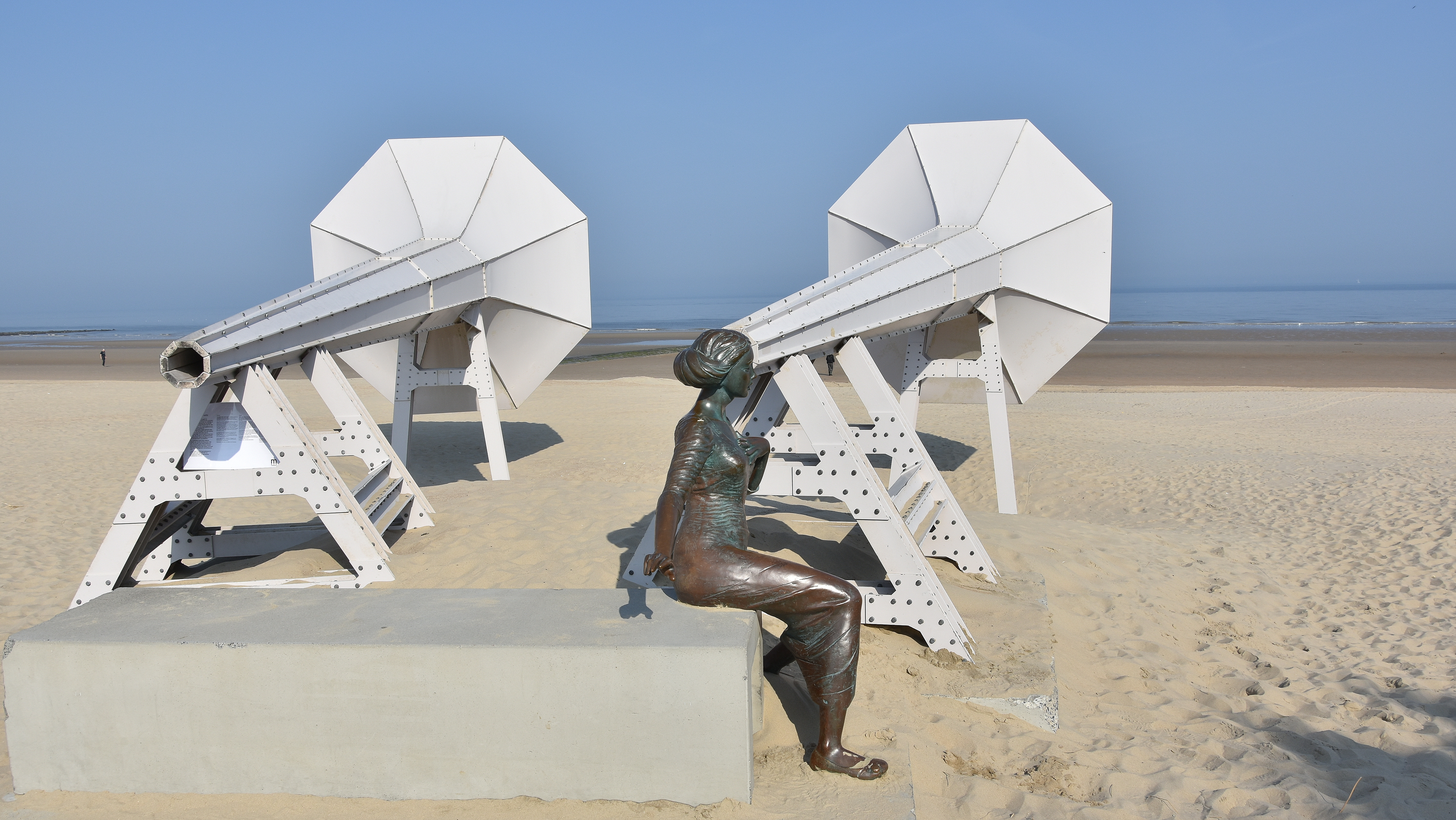
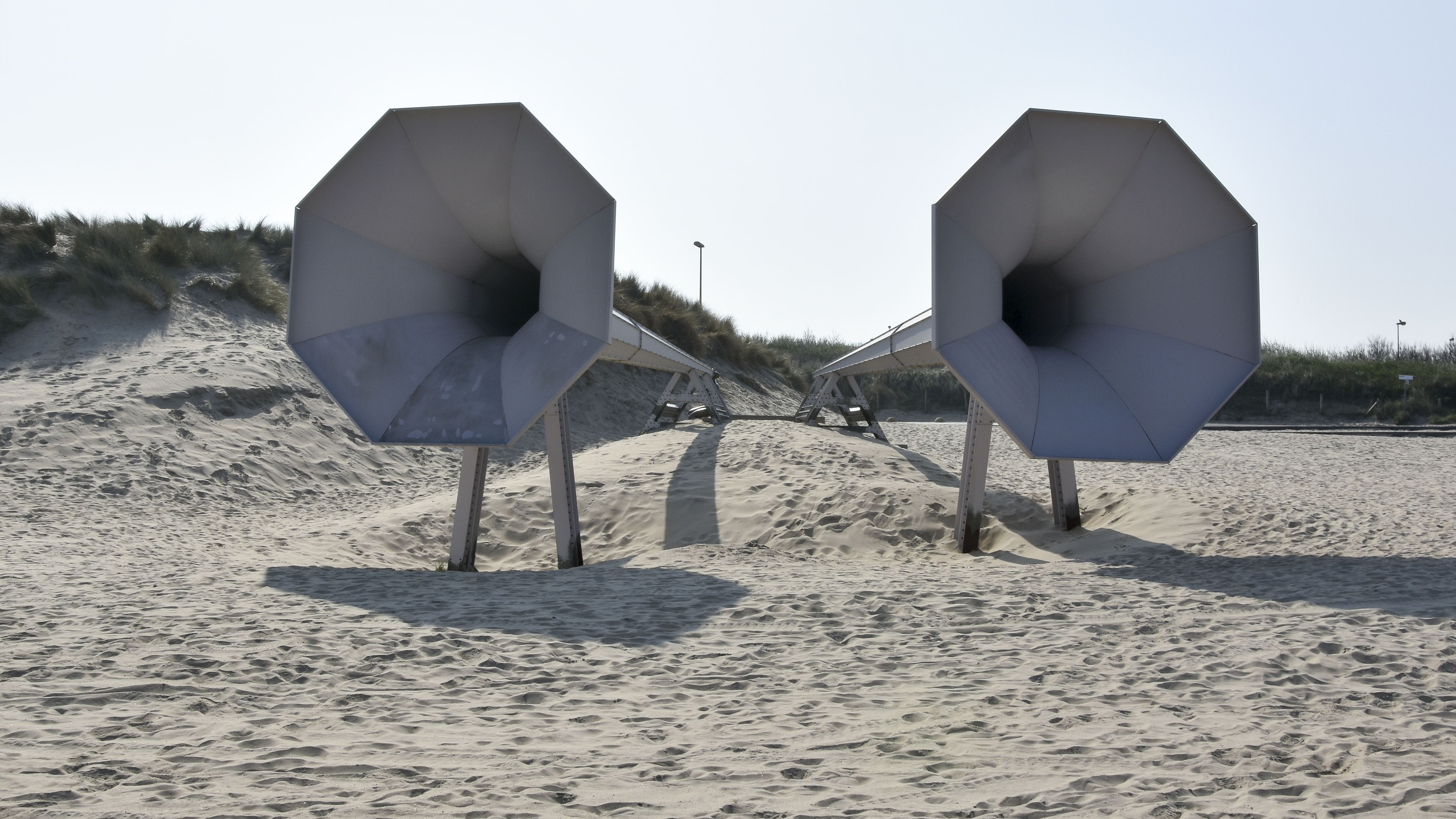
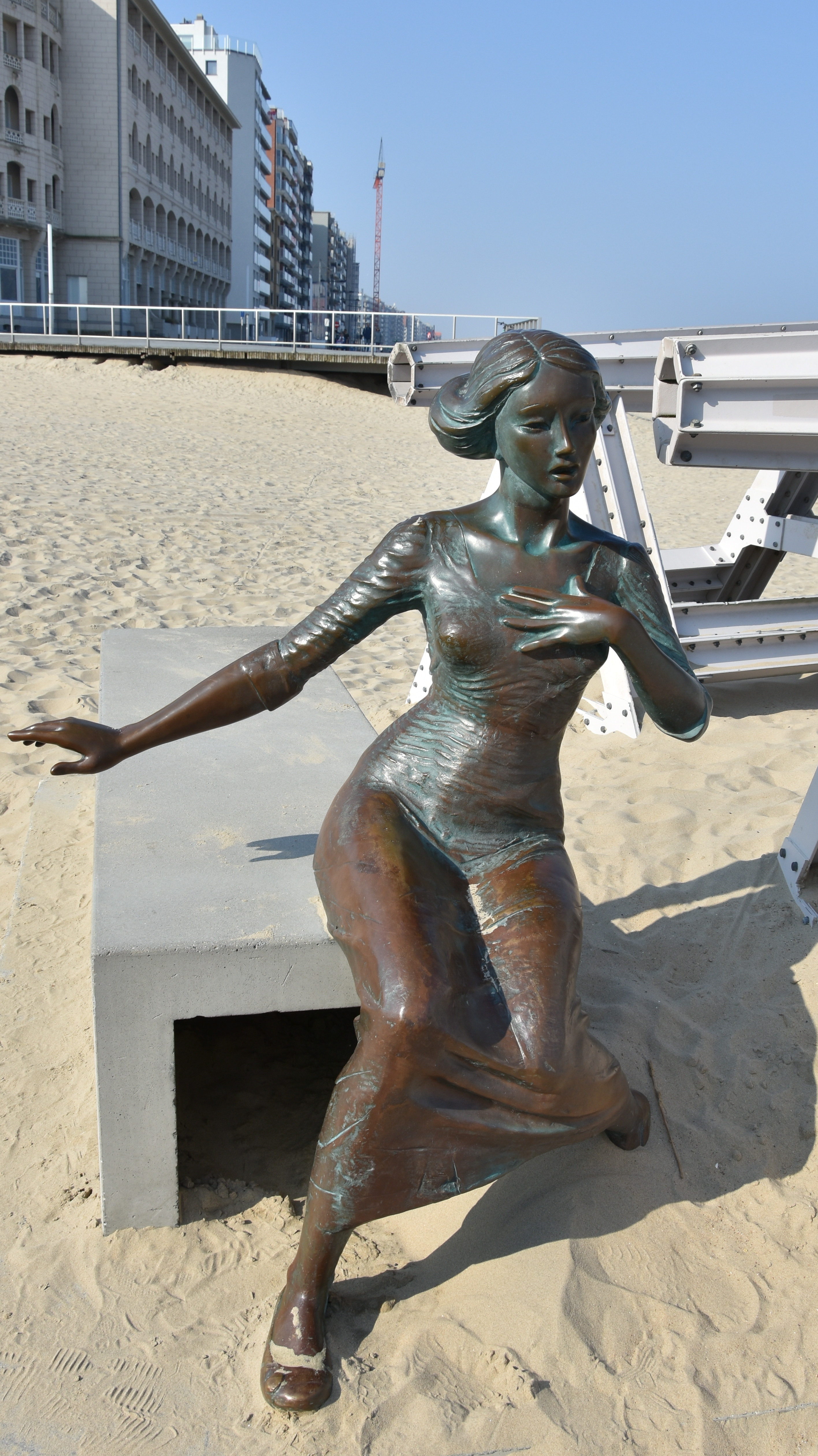